# 香港公園體育館
香港公園體育館（英語：Hong Kong Park Sports Centre）又名香港公園室內運動場，是香港的一座室內多功能體育中心，為2009年東亞運動會賽場之一。香港公園體育館位於香港島金鐘紅棉路29號，香港公園之西北角，聖若瑟書院之東，聖約翰大廈之南，香港壁球中心之西，香港視覺藝術中心之北。

## 設施
香港公園體育館設有:
- 1座多功能運動場 (可提供2個籃球場/排球場/投球場或8個羽毛球場的多用途主場)
- 1個面積150平方米的舞蹈室(配套設施:牆鏡、扶槓、音響設備和地墊)
- 1個面積155平方米的乒乓球室，可擺放3張乒乓球檯
- 1個面積121平方米的健身室
- 1條長約162米的室內緩跑徑

## 香港2009東亞運動會展覽廊
香港2009東亞運動會展覽廊設於體育館2樓，於2005年10月19日啟用，由第五屆東亞運動會籌備委員會設置，2009東亞運動會（香港）有限公司管理，免費入場。設立目的是讓公眾對東亞運動會有更深入認識，對2009年東亞運動會更加投入。展覽廊以顏色劃分不同區域，展出奧運會由古希臘時代至現代的轉變、東亞運動會及香港體育發展背景資料，以及香港東亞運籌備情況、場館模型、其他奧運展品等等。展覽廊同時播放東亞運宣傳片，並設有互動遊戲，還提供免費導賞服務。

## 開放時間
全年開放，每日07:00-23:00，保養日除外，每月兩次。

## 鄰近
- 美國駐香港總領事館
- 中銀大廈
- 美利大廈
- 花旗銀行大廈
- 添馬艦
- 香港動植物公園
- 聖約翰座堂
- 太古廣場
- 金鐘道政府合署

## 外部連結
- 香港公園體育館 （页面存档备份，存于）